# 江崎済
江崎 済（えさき わたる、弘化2年4月26日（1845年5月31日） - 大正15年（1926年）12月20日）は、久留米藩出身の明治期の漢学者。幼名は元次、成人して江崎済と改名した。

## 略歴・人物
久留米藩の森山栄太郎の長男として生まれた。1854年、数え年10歳で藩校明善堂（現・福岡県立明善高等学校）に入り教育を受ける。17歳の時に漢学者加藤米山の塾に入り、約5年間漢学を学ぶ。1869年に久留米を出て筑前の亀井塾へ、さらに東京へ出て安井息軒の塾に入る。
明治4年（1872年）の大楽事件（久留米藩難事件）の影響により矢部村（現・八女市矢部村）の桑取薮に身を隠す。明治6年（1873年）矢部小学校が開校、その学校の二階にて漢学の私塾「矢部塾」を開く。その後黒木に移し「黒木塾」を開く。
明治12年（1879年）、村長木下甚助の懇請により、北川内小学校3代目校長として上陽町北川内へ転居。先に開いていた黒木塾を北川内に移し「北汭義塾」（ほくぜいぎじゅく）と改名。16年間で86人の生徒が入塾する。明治28年（1895年）御原郡（現・小郡市）の松崎高等小学校長に任命され、北汭義塾は閉鎖。
明治39年（1906年）県立中学校明善校助教諭となり漢文科を担当。大正15年（1926年）12月20日明善中学校教諭の現職のまま没した。